# 엽기 캠퍼스
《엽기 캠퍼스》(영어: National Lampoon's Van Wilder)는 미국에서 제작된 월트 베커 감독의 2002년 코미디 영화이다. 라이언 레이놀즈, 태라 리드 등이 출연하였고, 피터 에이브럼스 등이 제작에 참여하였다.

## 줄거리
밴이 쿨리지 대학을 7년째 다니고 있다는 걸 알게 된 밴의 아버지는 금전 지원을 끊어버린다. 마침 남학생 사교 모임 람다오메가오메가에서 보수를 약속하며 파티 주최를 부탁하고 밴은 이를 받아들인다.
학보사 기자 궨이 파티 소식과 관련해 밴을 인터뷰하면서 두 사람이 가까워지자 델타요타카파 회장인 궨의 남자친구 리처드는 몰래 파티에 아이들을 들이고 술에 취하게 한 뒤 대학 경비를 부른다.
쫓겨날 위기에 처한 밴은 퇴학 대신 남은 18학점을 취득해 졸업을 할 수 있게 해달라고 호소하고 허가를 받는다. 기말고사까지는 6일밖에 남지 않았다.

## 출연
- 라이언 레이놀즈 - 밴스 "밴" 와일더 주니어 역
- 태라 리드 - 궨 피어슨 역
- 칼 펜 - 타지 마할 바달란다바드 역
- 팀 매서슨 - 밴스 와일더 시니어 역
- 폴 글리슨 - 맥두걸 교수 역
- 대니얼 코스그로브 - 리처드 "딕" 배그 역
- 텍 홈스 - 허치 역
- 에밀리 러더퍼드 - 지니 역
- 커티스 암스트롱 - 깁슨 경관 역
- 디언 리치먼드 - "미니 코크런" 역
- 앨릭스 번스 - 고든 역
- 크리스 오언 - 티미 역
- 소피아 부시 - 샐리 역
- 사이먼 헬버그 - 버넌 역
- 에릭 에스트라다 - 본인 역
- 이디 매클러그 - 대학 투어 가이드 역
- 에런 폴 - 취한 남자 역
- 테리사 힐 - 섹시한 여의사 역
- 톰 에버렛 스콧 - 엘리엇 그레브 역 (크레디트 미기재)
- 월트 베커 - 소방관 역 (크레디트 미기재)
- 러마 오덤 - 쿨리지 치캔디 선수 역 (크레디트 미기재)

## 기타 제작진
- 공동 제작: 피터 넬슨, 아리 뉴먼
- 미술: 레이철 캐머먼
- 세트: 수전 캐처
- 의상: 알렉시스 스콧